# AdSense
L'AdSense és un sistema de publicitat ideat per Google.
Mitjançat aquest sistema l'administrador d'un lloc web pot inserir anuncis basats en uns texts o imatges que estan d'acord amb la temàtica del web i la situació geogràfica del visitant i així obtenir beneficis econòmics.
L'Adsense ha esdevingut molt popular, ja que els anuncis són més respectuosos que la majoria de bàners de publicitat i el seu contingut s'adequa al de la web.
Google posa a disposició de l'anunciant una eina de gestió i administració dels anuncis, aquesta eina s'anomena AdWords. Usant aquesta eina l'anunciant pot definir grups de paraules que seran usades per AdSense, per determinar si el contingut d'una pàgina és l'adequat per publicar l'anunci.